# Louis I. Phélypeaux de Pontchartrain
Louis (I.) Phélypeaux, Seigneur de Pontchartrain (* 1613; † 30. April 1685), war ein französischer Magistrat und Staatsmann.

## Leben
Louis Phélypeaux war der einzige Sohn von Paul Phélypeaux de Pontchartrain und Anne de Beauharnais. Er war Secrétaire d’État en survivance, d. h. er trat das Amt mit dem Tod seines Vaters am 21. Oktober 1621 an; da er zu dieser Zeit noch minderjährig war, wurde es tatsächlich von seinem Onkel Raymond Phélipeaux d’Herbault ausgeübt.
Am 13. März 1637 wurde er zum Conseiller au Parlement de Paris ernannt. Vom 23. August 1650 bis zum 20. August 1671 war er – als Nachfolger seines zurückgetretenen Verwandten Paul II. Ardier – Präsident der Chambre des comptes von Paris. 1653 versuchte er, dem Herzog von Lothringen Maurepas abzukaufen, was das Parlement verhinderte.

## Ehe und Familie
Louis Phélypeaux heiratete mit Vertrag vom 24. Juli 1639 Marie Suzanne Talon, die am 1. Oktober 1653 verstarb; sie war die Tochter von Jacques Talon, Avocat général au Parlement de Paris, dann Conseiller d’État, und Catherine Gueffier. Das Paar bekam vier Kinder, zwei Jungen und zwei Mädchen:
- Suzanne (* 12. Februar 1641, † 24. März 1690); ⚭ Juni 1656 Jérôme II. Bignon, Avocat général au Parlement de Paris, dann Conseiller d’État
- Louis (II.) (* 29. März 1643 in Paris, † 22. Dezember 1727 auf Schloss Pontchartrain), Contrôleur général des finances (1689–1699), Secrétaire d’Etat à la Marine und Secrétaire d’État à la Maison du Roi (1690–1699), Ministre d’Etat (1660–1714), Kanzler von Frankreich (1699–1714); ⚭ 1668 Marie Maupeou († 12. April 1714), Tochter von Pierre III. de Maupeou, Seigneur de Bruyères, und Catherine (alias Marie) Quentin de Richebourg
- Marie-Claude (* 7. Juli 1644, † 23./24. Januar 1661 im Wochenbett); ⚭ 1660 Louis Henri Habert de Montmor († 1686), Maître des requêtes, Sohn von Henri Louis Habert de Montmor, Seigneur de Montmor, und Henriette Marie de Buade
- Jean-Baptiste Phélypeaux, Seigneur d’Arzilles (* 12. März 1646, † 19. August 1711), Conseiller d’État, Maître des Requêtes; ⚭ 1683 Anne Marie de Beauharnais (* 1644; † 8. August 1723), Tochter von François III. de Beauharnais und Charlotte de Bugey